# ルネ・ビネ

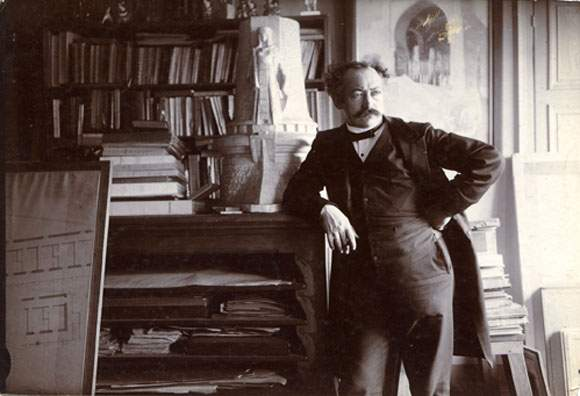
ルネ・ビネ

ルネ・ビネ（René Binet、1866年 - 1911年）は、フランスの建築家。
ボザールでラルーのアトリエに所属、1900年のパリ万国博で実現させた正面入り口は、コンコルド広場は、近代様式の代表例といわれてきた。これは仮設の建築なので劇的な空間を演出するように力点をおいた設計で、バロック的曲線をさらに強調して、幻想的な効果を挙げているほか、東洋趣味が盛り込まれている。